# Malaxis rosilloi
Malaxis rosilloi là một loài thực vật có hoa trong họ Lan. Loài này được R.González & E.W.Greenw. mô tả khoa học đầu tiên năm 1984.